# 近代デジタルライブラリー
近代デジタルライブラリー（きんだいデジタルライブラリー、英語: Digital Library from the Meiji Era）は、国立国会図書館が明治・大正・昭和前期の資料を公開するインターネット上の電子図書館。2016年5月末をもって、「国立国会図書館デジタルコレクション」と統合された。（電子図書館事業を参照）　　

## 近代デジタルライブラリーの沿革
国立国会図書館は、著作権の保護期間が終了した（または著作権が存続しているが、著作権者の許諾を得るなどの対応を行った）明治期の蔵書資料をスキャンしてインターネットのウェブサイト上に公開するサービスを「近代デジタルライブラリー」として2002年（平成14年）10月1日から開始した。
2007年（平成19年）7月3日から、大正期の資料も公開されるようになった。資料の電子化は段階的に進められ、2014年（平成26年）8月現在で約350,000冊が公開された。
2010年（平成22年）4月1日にサイトがリニューアルされた。トップページのデザインが更新され、本文画像の拡大・縮小・移動がマウスでできるようになり、標準モードでサムネイルが表示されるように変更された。また、Webページの文字コードがEUC-JPからUTF-8に変更された。
2011年（平成23年）2月2日に児童書デジタルライブラリーが統合された。明治期から昭和30年頃までの資料が約2100冊追加され、インターネットから利用できるようになった。6月30日には約68,000冊（主に昭和前期刊行図書）が追加された。
2012年（平成24年）5月7日に国立国会図書館デジタルコレクション（旧国立国会図書館デジタル化資料）と統合され、「国立国会図書館デジタルコレクションのうち、インターネットから利用可能な図書・雑誌のみ検索・閲覧するサービス」となった。フルスクリーン表示やJPEG表示機能が使えるようになった。また、雑誌が2タイトル公開された。
2015年（平成27年）7月21日に、2016年（平成28年）5月末をもって近代デジタルライブラリーを終了し、国立国会図書館デジタルコレクションに完全に統合すること、今後も著作権処理の後、インターネットで閲覧できる刊行物を増やしていくことが発表された。
2022年（令和4年）5月19日に、「個人向けデジタル化資料送信サービス」（略称：個人送信）を開始した。国会図書館では、以前よりデジタル化資料のうち絶版等の理由で入手が困難であることが確認されたものについて、館内及び公共図書館や大学図書館向けに送信するサービス（図書館送信）を行っていた。令和3年6月2日に著作権法の一部が改正 (令和3年法律第52号)されたことにより、図書館送信で提供していた資料を個人の端末に送信することが可能となった。サービスの利用には国会図書館の利用者要録と日本国内に居住していることが必要である。また著作権者などの申請により、三ヶ月以内に入手困難な状態が解消する蓋然性が高いと認められた資料については除外手続が行われる。2022年6月の個人送信の閲覧数は35万回に上り、2021年度の図書館送信の閲覧数の総計約30万回を上回った。

## 特徴

### 画像データによる提供
公開される資料の本文が画像データで提供されている。公開される画像はJPEGで作成されており、ウェブブラウザから閲覧できる。

## 書誌・目次
公開される情報としては本文の画像に加えて、書誌情報のテキストデータ、また資料によっては巻号や目次のテキストデータがある。（以前は書誌情報が表示されなかったが、2012年の統合以降は本文の左側に書誌情報が表示されるようになった。）
一部の文献には目次情報が付加されている。文献の本文を表示させているページからは、左上の「目次・巻号」をクリックすると表示される。

### 検索
テキストデータとして公開されている書誌情報を検索できる。また、巻号や目次がテキストデータとして公開されている場合はそれも検索可能である。資料本文は画像データのみで提供されているため、かつては資料中の文章を対象としたテキスト検索はできなかったが、現在は電子書籍や電子雑誌、電子形態で収集された博士論文の全文検索ができる。また2021年1月より一部の資料においてOCR処理によるデジタル化資料の全文検索が可能となった。対象資料は増加する予定である。
NDL-ONLINE（国立国会図書館蔵書検索・申込システム）で検索した資料が国立国会図書館デジタルコレクションに所蔵されている場合、国立国会図書館デジタルコレクションへのリンクが表示される。

### PDFファイルのダウンロード
公開されている資料本文をPDF形式でダウンロードすることが可能である。全コマ（一度の出力は上限50コマ）のDLの他、印刷したいコマ番号の指定、印刷調整（画像のトリミングや画質調整）ができる。

### ページへのリンク
外部サイトから各文献の各ページにリンクを貼る場合は、画像表示画面の「URL」ボタンで表示されるURLをコピーする。

### ライセンス
2014年5月1日付のお知らせにより、公開範囲に「インターネット公開（保護期間満了）」と表示されている画像については、申込みなしで転載できることになった（出所が国立国会図書館であることを明示すること等の条件がある）。
公開範囲が「インターネット公開（裁定）」や「インターネット公開（許諾）」となっている場合は、依頼者の本名、メールアドレス、住所、電話番号、転載先メディアの名称を示し（転載依頼フォーム）、申し込むことになっている。

## 関連文献
日本語のオープンアクセス文献
- 北野仁一「電子図書館と著作権近代デジタルライブラリー事業における著作権処理の事例紹介」、奈良先端科学技術大学院大学、2009年10月30日、hdl:10061/5278、2011年1月11日閲覧。
- 久古聡美、吉田曉、中山正樹「国立国会図書館デジタルアーカイブポータルの現状と今後―Web2.0世代のデジタルアーカイブポータルの提供を目指して―」『情報管理』第49巻第6号、科学技術振興機構、2006年、313-323頁、doi:10.1241/johokanri.49.313。
- 酒井剛「近代デジタルライブラリー事業における著作権処理の事例紹介」、奈良先端科学技術大学院大学、2007年11月2日、hdl:10061/3986、2011年1月11日閲覧。
- 田中久徳 (2008年11月18日). “国立国会図書館の資料デジタル化―課題と展望―” (PDF).   デジタルアーカイブフォーラム MLAワークショップ. 2011年1月11日閲覧。
- 藤原誠 (2007年2月16日). “国立国会図書館におけるディジタル資料の長期保存に関して” (PDF).   ディジタルアーカイブシンポジウム ディジタルアーカイブとその長期利用に関する研究会. 2011年1月11日閲覧。

ビデオ
- 岡田京子 (2008年10月30日). “国立国会図書館近代デジタルライブラリーの概要”.   奈良先端科学技術大学院大学電子図書館学講座. 2011年1月11日閲覧。 - 約6分の講演。MPEG4形式。